# Sertanejo Pop Festival 2012
Sertanejo Pop Festival 2012 é o terceiro álbum de compilação da série de mesmo nome lançado pela gravadora Som Livre em 25 de maio de 2012.

## Faixas
1. Lê Lê Lê - João Neto & Frederico
2. Você de Mim Não Sai - Luan Santana
3. Humilde Residência - Michel Teló
4. É Tenso - Fernando & Sorocaba
5. Eu Quero Tchu Eu Quero Tcha - João Lucas & Marcelo
6. Ai Que Dó - Thaeme & Thiago
7. Balada - Gusttavo Lima
8. Desce do Salto - Marcos & Belutti
9. Efeitos - Cristiano Araújo
10. E Deixe o Tempo Ver - Humberto & Ronaldo
11. Já Te Desenhei - João Neto & Frederico
12. Te Vivo - Luan Santana
13. Inventor dos Amores - Gusttavo Lima
14. Te Amo e Open Bar - Michel Teló
15. Tchá Tchá Tchá - Thaeme & Thiago
16. O Pegador - João Lucas & Marcelo

## Desempenho nas tabelas musicais
| Tabelas musicais (2012) | Melhor posição |
| ----------------------- | -------------- |
| Brasil (ABPD)           | 8              |